# COVID-19-Pandemie in Singapur
Die COVID-19-Pandemie in Singapur tritt als regionales Teilgeschehen des weltweiten Ausbruchs der Atemwegserkrankung COVID-19 auf und beruht auf Infektionen mit dem Ende 2019 neu aufgetretenen Virus SARS-CoV-2 aus der Familie der Coronaviren. Die COVID-19-Pandemie breitet sich seit Dezember 2019 von China ausgehend aus. Ab dem 11. März 2020 stufte die Weltgesundheitsorganisation (WHO) das Ausbruchsgeschehen des neuartigen Coronavirus als Pandemie ein.

## Lokale Cluster
Lokale Cluster wurden in Singapur im Februar 2020 entdeckt: Life Church and Mission Singapore, Yong Thai Hang, ein Geschäftstreffen im Grand Hyatt Hotel, Seletar Aerospace Heights, die Grace Assembly of God, Wizlearn Technologies, SAFRA Jurong, PCF Fengshan, die Dover Court International School, das SingPost Centre, Nachtclubs in Ce La Vi (Marina Bay Sands) sowie Wilby Residences, Singapore Cricket Club, New Tampines City, Mustafa Centre, Projekt Glory, Palm View Primary School, Der orangefarbene Ballsaal bei Tanjong Katong und die Pasir Ris Primary School.
Während der Pandemie wurden Fälle auf Cluster zurückgeführt, die während eines bestimmten Zeitraums mehrere Fälle besuchten, darunter das Mustafa Centre, Arbeitsplätze, Baustellen, Schulen, private Veranstaltungen, Einzelhandelsgeschäfte und Krankenhäuser. Importierte Fälle wurden im März ebenfalls zu einer Infektionsquelle. Von April bis September betreffen die meisten bestätigten Fälle von COVID-19 Baustellen und Schlafsäle für ausländische Arbeitnehmer, während importierte Fälle ab Anfang Oktober den größten Teil der neuen Fälle ausmachten. Zum 29. Oktober gab es insgesamt 54.496 Bewohner von Wohnheimen, 2.268 Fälle in der Gemeinde und 1.230 importierte Fälle. Am 20. April gab es mit 1.426 die höchste Anzahl täglicher Fälle, während am 12. Mai 20.799 aktive Fälle auftraten – die höchste seit Beginn des Ausbruchs. Das letzte Datum eines Patienten auf der Intensivstation war der 11. Oktober 2020. Der 14. August 2020 ist das erste Datum seit Juni, an dem keine Fälle in der Gemeinschaft vorliegen, während der 1. Oktober 2020 das erste Mal ist, dass die Anzahl der importierten Fälle die Fälle in Wohnheimen und in der Gemeinschaft übersteigt. Am 13. Oktober 2020 gibt es erstmals keine lokalen Fälle von SARS-CoV-2-Infektionen. Diese werden auch als isolierte Stellen ausgewiesen, um zu verhindern, dass mehr bestätigte Fälle auftreten. 130 bestätigte Fälle von Anfang April stammen ebenfalls aus dem Mustafa Centre, von dem angenommen wurde, dass es der Ausgangspunkt vieler Fälle ist und sich auf diese oben genannten Wohnheime und Baustellen ausbreitet. Den älteren Menschen in der Allgemeinbevölkerung in Singapur wurde geraten, so weit wie möglich zu Hause zu bleiben, während Mitarbeiter mit Wohnsitz in Altenheimen vor Ort oder separat in Hotels untergebracht werden.

## Verlauf
In Singapur wurde bereits am 2. bzw. 3. Januar 2020 begonnen, alle Patienten mit Lungenkrankheiten zu identifizieren, die zuvor aus der Region Wuhan eingereist waren, und bei allen aus Wuhan ankommenden Reisenden am Flughafen Fieber zu messen. Im Januar wurden die Alarmierungslevels und das Contact-Tracing schrittweise ausgebaut. Am 31. Januar 2020 wurden Einreisen aus Hubei untersagt und 700 Menschen, die vorher dort waren, isoliert. Aus China kommende Einwohner mussten sich von da an zwei Wochen lang isolieren. Nach Ausrufung der Alarmstufe „DORSCON orange“ waren Lebensmittel und Güter des Grundbedarfs vielfach ausverkauft. Premier Lee Hsien Loong rief in einer Videoansprache in sozialen Netzwerken die Bevölkerung zur Ruhe auf; es gebe reichlich Vorräte, die Stadt werde nicht abgeriegelt, und es würden auch nicht alle Bürger angewiesen, zu Hause zu bleiben, wie in China, Südkorea oder Italien geschehen.
Zum Stand 19. Februar waren 84 Infizierte in Kliniken behandelt worden, von denen 4 in die Intensivstation kamen. Zum Stand 16. März gab es 121 bestätigte COVID-19-Fälle; fast ebenso viele Patienten waren als geheilt entlassen.
Ab dem 20. März 2020 wurden weitere soziale Distanzierungsmaßnahmen angekündigt, darunter die Aussetzung von Veranstaltungen mit mehr als 250 Teilnehmern. Die Government Technology Agency kündigte die neue Coronavirus-Tracking-App TraceTogether an, um die Kontaktverfolgung im Gesundheitsministerium zu verbessern.
Am 21. März 2020 meldete Singapur die ersten beiden Todesfälle von COVID-19 und am 29. März 2020 den dritten Todesfall.
Ab dem 26. März 2020 waren alle Unterhaltungsgeschäfte, Nachtclubs, Bars, Kultstätten, Attraktionen und Unterrichtszentren geschlossen, und alle Massenveranstaltungen wie Showflats, Showrooms, Gesellschaftstanzveranstaltungen, Computermessen, Messen und offene Atriumverkäufe in Einkaufszentren und Bildungsstipendien wurden ausgesetzt. Den übrigen Orten wie Transitstationen und Einkaufszentren wurde empfohlen, die Kapazität auf eine Person pro 16 m² Fläche zu reduzieren, andernfalls würden sie geschlossen. Diese Maßnahmen wurden wirksam und beinhalten eine soziale Distanzierung von mindestens einem Meter. Restaurants, Coffeeshops und Hawker Centres sollten einen Abstand von 1 m haben, und Aufkleber oder Bänder wurden für die soziale Distanzierung angebracht. Bei Verstößen drohten Gefängnisstrafen von bis zu 6 Monaten, Geldstrafen von bis zu 10.000 Singapur-Dollar oder beides.
Seit dem 27. März 2020 müssen Gesundheitserklärungsformulare vor der Einwanderungsgenehmigung online eingereicht werden. Diejenigen, die die Gesundheitserklärung nicht einreichen, müssen dies am Kontrollpunkt tun. Alle Hardcopy-Einwanderungsformulare wurden eingestellt. Alle Inhaber eines Langzeitausweises und eines Studentenausweises müssen ab dem 29. März 2020 die Genehmigung der jeweiligen Behörden einholen. Bei Nichtbeachtung wird die Genehmigung widerrufen.

### Ausgangssperre, verteilt auf ausländische Arbeitnehmer

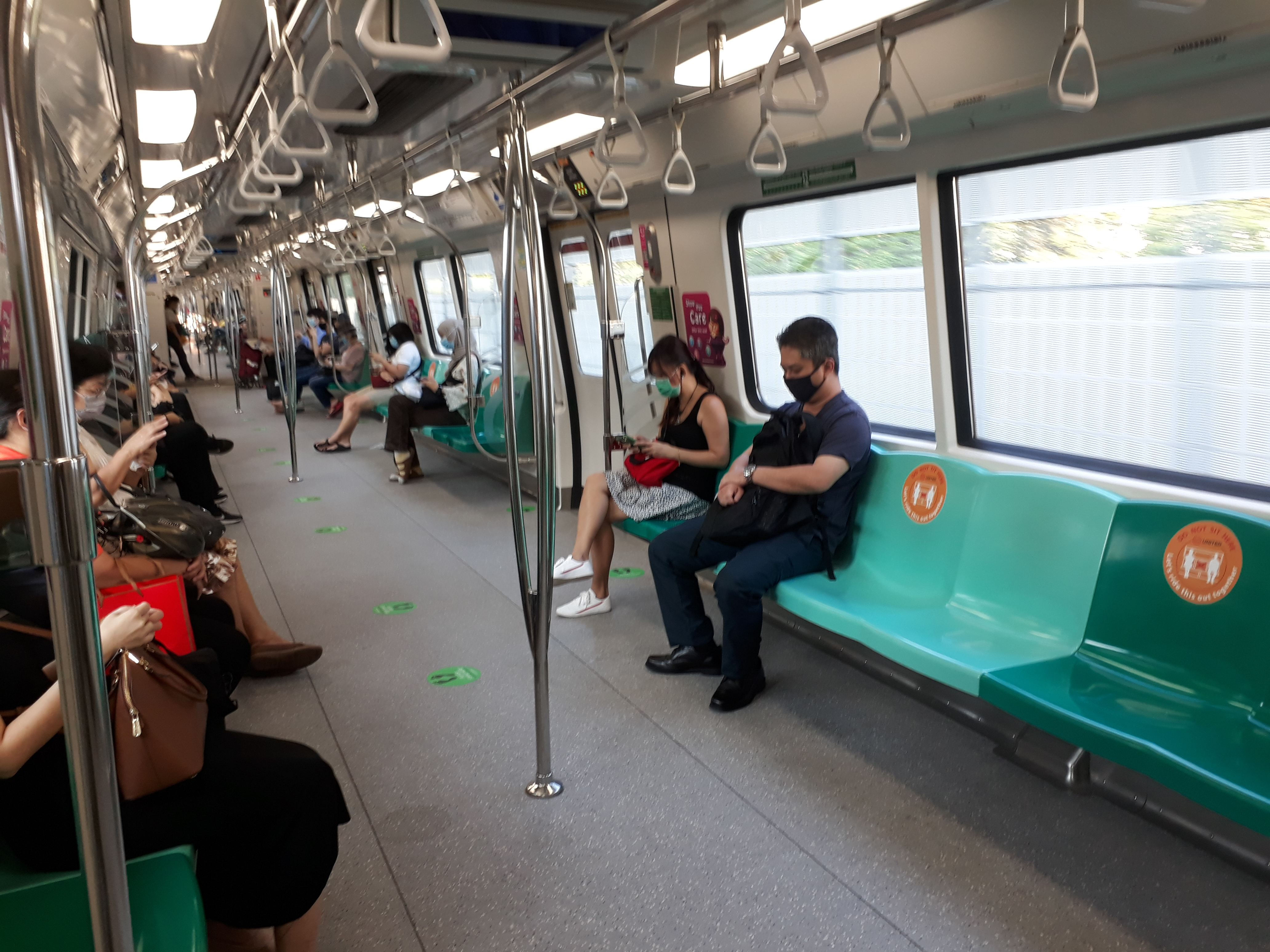
Soziale Distanzierung in der MRT, mit Pendlern, die Masken tragen.

Singapur hatte vom 7. April 2020 bis zum 4. Mai 2020 eine Sperrung verhängt, die alle Schulen und Arbeitsplätze betraf, einschließlich Bibliotheken, Country Clubs, Touristenattraktionen, Hotels, Bibliotheken, Museen und Casinos, um die Ausbreitung des SARS-CoV-2-Virus einzudämmen. Darüber hinaus wurden die öffentlichen Verkehrsdienste aufgrund der geringeren Nachfrage schrittweise auf den Fahrplan für das chinesische Neujahr reduziert. Dies ähnelt der vorherigen Sperrung in Malaysia vom 17. März 2020 bis 14. April 2020. Am 9. April 2020 wurden infolgedessen auch Stadien geschlossen.
Seit dem 7. April 2020 wurde die Singapore Expo in die Community Isolation Facility umgewandelt; hier wurden am 10. April 2020 die ersten Patienten untergebracht.
Das Gesundheitsministerium verhängte ein Krankenbesuchsverbot mit wenigen Ausnahmen, auch die Gefängnisse verboten alle Besuche.
Trotz der zahlreichen Anträge der COVID-19-Task Force für mehrere Ministerien, Versammlungen zu reduzieren und einzuschränken, versammelten sich viele immer noch in Gruppen in öffentlichen Bereichen. Daher kündigte die Task Force an, dass die Stadien geschlossen und weitere Maßnahmen verschärft werden, wenn die Bevölkerung die Vorschriften nicht einhält. Darüber hinaus dürfen Eltern ihre Kinder nicht täglich bei ihren Großeltern abgeben, um Senioren vor Infektionen zu schützen.
Um den COVID-19-Ausbruch in Wohnheimen für ausländische Arbeitnehmer zu bewältigen, wurde angekündigt, dass verschiedene Maßnahmen zur Verringerung der Übertragung ergriffen werden: Die Arbeitnehmer würden ihre eigenen Mahlzeiten nicht mehr zubereiten, diese würden für sie bereitgestellt; Desinfektion und Müllabfuhr würden erweitert. Gleichzeitig wurde angekündigt, dass die ausländischen Arbeitskräfte, denen es gut ging und die in kritischen Diensten arbeiteten, in alternativen Unterkünften wie HDB-Blöcken untergebracht werden würden, die im Rahmen der SERS gekauft worden waren, Militärlagern wie Bedok Camp und Jurong Camp, Changi Exhibition Centre und Offshore-Hotels.
Während der Sperrfrist kündigte der nationale Entwicklungsminister Lawrence Wong an, dass alle Parks für die Öffentlichkeit geschlossen werden. Das Ministry of Manpower (MOM) hatte eine Erklärung veröffentlicht, in der es forderte, dass ausländische Hausangestellte an Ruhetagen zu Hause ruhen müssen. Die National Environment Agency (NEA) erklärte außerdem, dass jeder, der ab dem 12. April 2020 auf den Markt kommt, eine Gesichtsmaske tragen muss.
Verkehrsminister Khaw Boon Wan sagte auch, dass alle Pendler, die sich in öffentlichen Verkehrsmitteln befinden, auch nach Aufhebung der Sperre Gesichtsmasken tragen müssen. Die Singapore Food Agency schreibt außerdem vor, dass alle Lebensmittelverkäufer auch Masken tragen müssen. Andernfalls werden Geldstrafen verhängt oder der Betrieb wird eingestellt. Jeder, der in Supermärkte, Convenience-Stores, Apotheken, Lebensmittelgeschäfte oder Einkaufszentren geht, muss ebenfalls eine Maske tragen. Andernfalls wird ihm laut Enterprise Singapore und Singapore Tourism Board der Zutritt verweigert.
Am 15. April wurde bekannt gegeben, dass 37 MRT-Stationen geschlossen werden sollen. Infolgedessen wurde der Betrieb von McDonald’s in Singapur ab dem 19. April 2020 eingestellt.
Die Sperrung wurde bis zum 1. Juni 2020 verlängert. Bis zum 21. April 2020 waren 38 MRT-Stationen geschlossen. Gleichzeitig durften alle Arbeitnehmer, die in Wohnheimen untergebracht waren, erst ab 4. Mai wieder arbeiten.
Am 21. April 2020 wurden 1.426 neue Fälle bekannt, bei einer Gesamtzahl von nun 8.014 Infektionen. Die Masse der neuen Ansteckungen fand dabei in Massenunterkünften von Fremdarbeitern statt.
Darüber hinaus wurden verschiedene Dienste eingestellt oder ausgesetzt, darunter MRT, LRT, Busse, Taxis, Bubble-Tea-Läden, Friseurläden, Fruchtsaft-Getränkestände; Läden, in denen überwiegend verpackte und lose Snacks verkauft werden; Geschäfte, in denen hauptsächlich Desserts wie rote/grüne Bohnensuppe, Grasgelee, Eis, Cupcakes, Joghurt, Kuchen, Waffeln, Pralinen oder Kekse angeboten werden; Einrichtungen zur Herstellung von Schokolade und Schokoladenprodukten, Chips, Cracker, Eiscreme, Kakao, Süßigkeiten, Kuchen und Süßwaren; Zoofachgeschäfte und Wäscheservice im Einzelhandel. Außerdem wurden Regierungsbüros und Polizeiposten in der Nachbarschaft geschlossen. Häufige Grasschneide-, Umzugs-, Entsorgungs- und Lieferservices wurden ausgesetzt. Optikergeschäfte können Kunden nur nach Vereinbarung empfangen. Die letzten Busfahrzeiten wurden auf 12:50 bis 23:00 Uhr gekürzt, wobei eine Ausgangssperre verhängt wurde. Die MRT kam sofort zum Stillstand, was zu illegalen Taxibetrieben führte.
Crowd Control wurde in vier Märkten implementiert, wobei die letzte Ziffer der NRICs den Eintritt bestimmt (gerade für gerade Tage, ungerade für ungerade Tage).
Die Schulferien im Juni wurden auf Mai vorverlegt, da die Singapurer in dieser Zeit nicht nach Übersee gehen dürfen. Der Unterricht soll am 2. Juni wieder aufgenommen werden.[veraltet] Die Prüfungen wurden ebenfalls verschoben; das dritte Semester wurde verlängert. Eine geplante Pause soll im Juli stattfinden.[veraltet] Gleichzeitig wurde der WorldSkills-Singapore-Wettbewerb abgesagt.
TCMs (Traditional Chinese Medicine)-Läden wurden am 5. Mai 2020 schrittweise wiedereröffnet. Die ab dem 21. April 2020 nicht verfügbaren Dienste wurden am 12. Mai 2020 wieder normalisiert. Die Schüler konnten ab dem 19. Mai 2020 schrittweise wieder in die Schulen zurückkehren. Ab dem 12. Mai wurde auch die Wirtschaft schrittweise wieder geöffnet, beginnend mit Biopharma, Produktion und Petrochemie.
Darüber hinaus wurde McDonald’s am 12. Mai 2020 wiedereröffnet, allerdings ohne 24-Stunden-Service, und mehrere Restaurants werden geschlossen. Und da die Nachtclub-Cluster geschlossen werden können, begannen alle Operationen des Nachtclubs ab dem 2. Juni 2020 mit einer sozialen Distanz von einem Meter und einer täglichen Betriebszeit von 16:00 bis 22:30 Uhr.
Nach dem Ende der Sperrung am 1. Juni 2020 wurden verschiedene Bereiche schrittweise wiedereröffnet. In Phase 1 durften die Dienste, die eine soziale Distanzierung im öffentlichen Verkehr ermöglichen, am 2. Juni wieder in Betrieb genommen werden. Anschließend wurden die Dienste, die für eine soziale Distanzierung geeignet sind, als Phase 2 wieder aufgenommen, und die Dienste, die dies nicht tun, als Phase 3 fortgesetzt. Nachtclubs und Ausstellungs-/Kongresszentren wurden am 2. August eröffnet. Die Versammlungen wurden später unmittelbar nach der Sperrung auf 5 reduziert.
Während der Sperrung wurden Richtlinien geändert. Die Regierung stellte die automatische Aufnahme von Infizierten in Krankenhäusern ein und richtete stattdessen kommunale Pflegeeinrichtungen für Personen mit geringem Risiko ein, sodass sich die Krankenhäuser nur auf Personen mit höheren Risikokategorien konzentrieren konnten. Auf dem Höhepunkt am 12. Mai befanden sich 19.667 Patienten in kommunalen Pflegeeinrichtungen. Dies ermöglichte es den Krankenhäusern, die mit COVID-19 verbundene Bettenaufnahme in wenigen Wochen von mehr als tausend auf mehrere hundert zu reduzieren. Am 18. September war es das erste Mal seit der Ausbreitung der Krise auf Arbeitsschlafsäle, dass die tägliche Anzahl der Wohnheimfälle in einstellige Zahlen fiel.
Nach der Sperrung blieb die überwiegende Mehrheit der Fälle in den Schlafsälen, wobei die Fälle in der Gemeinschaft nie über 24 Fälle ansteigen, was am 11. Juli gemeldet wurde. Während die Anzahl der Schlafsäle im Mai erhöht blieb, war der 20. April tatsächlich der Höhepunkt der täglichen Fälle, die unter den Arbeitern in Wohnheimen gemeldet wurden. Bis August war klar, dass die Situation in den Schlafsälen unter Kontrolle gebracht wurde und die neuen täglichen Fälle unter den Studentenwohnheimarbeitern am 11. August endlich unter 100 fielen. Am 11. August gab das Arbeitsministerium bekannt, dass alle Schlafsäle mit Ausnahme der eigens dafür errichteten Quarantäneeinrichtungen bis Ende August für COVID-19 erklärt wurden. Und später, am 1. Oktober, wurden weniger als 300 Menschen in kommunalen Pflegeeinrichtungen untergebracht, verglichen mit fast 20.000 seit dem Höhepunkt im Mai. Es wurde jedoch auch klar, dass es eine zweite Welle geben wird. Während die Gesamtzahl der Fälle weiter zurückgegangen war, hatten nicht verknüpfte Fälle in der Gemeinschaft zugenommen, und einige Schlafsäle, die von Infektionen befreit worden waren, wurden erneut gesperrt. Ein bedeutender Meilenstein wurde am 13. Oktober erreicht, als bekannt wurde, dass zum ersten Mal seit März keine lokalen Infektionsfälle aufgetreten sind. Kurz darauf folgte der 16. Oktober, als die Zahl der aktiven Fälle auf weniger als 100 zurückging – das erste Mal seit dem 12. März.
Es wurde angekündigt, dass Phase 3 ab dem 28. Dezember mit Versammlungen von bis zu 8 Personen gestartet wird. Dies soll die COVID-19-Beschränkungen in Singapur sowie die Wiedereröffnung von Arbeitsplätzen, Nachtclubs und Bars weiter lockern.

### SARS-CoV-2-Variante Delta
Untersuchte Variante Delta: Am 23. April 2021 verbot Singapur alle Inhaber eines Langzeitpasses und Kurzzeitbesucher aus Indien, das eine zweite Welle erlebte, von der angenommen wurde, dass sie von einem Stamm mit einer Doppelmutation angetrieben wird. Darauf folgte am 30. April ein Verbot aller Inhaber von Langzeitpässen und Kurzzeitbesuchern aus Bangladesch, Nepal, Pakistan und Sri Lanka, das später am 4. April auf alle Inhaber von Langzeitpässen und Kurzzeitbesuchern weltweit ausgedehnt wurde Kann. Es wurde angekündigt, dass Singapur vom 8. bis 30. Mai 2021 vorübergehend zu Phase 2 zurückkehren wird. Aus 4 Gemeinschaftsfällen wurde ein neuer Cluster gebildet, der mit einem 88 Jahre alten Reinigungspersonal am Terminal 3 des Flughafens Changi in Verbindung steht, das am 5. Mai positiv getestet wurde. Bis zum 14. Mai war es mit 59 Fällen der bislang größte aktive Cluster in Singapur. Mindestens 17 Tests waren vorläufig positiv für die Variante „Doppelmutante“. In der Folge wurden vom 16. Mai bis 13. Juni weitere Kürzungen vorgenommen, einschließlich des Verbots der Schließung von Restaurants und Einzelhandelsgeschäften. Außerdem wurden Versammlungen und Haushalte von 5 auf 2 weiter reduziert.
Vom 22. Juli 2021 bis 18. August 2021 tritt Singapur in den dritten Lockdown ein. Kein Essen im Restaurant, gesellschaftliche Zusammenkünfte und Heimbeschränkungen bis zu 2, vollständiges Lernen zu Hause für Schulen und mehrere nicht wesentliche Dienste werden geschlossen.

### SARS-CoV-2-Variante Omikron
Untersuchte Variante Omicron: Die Fälle wurden ab September 2021 erhöht, die seit dem 10. September 2021 in den dreistelligen Bereich gingen. Singapur hatte Zero COVID verlassen, und die Beschränkungen wurden schrittweise gelockert – die erste Stufe ist der Wechsel von 2 auf 5 mit denselben Haushaltsstandards. Die zweite Stufe ist der Übergang zu 5 und die dritte Stufe zu 10. Alle diese Einschränkungen wurden am 26. April 2022 aufgehoben. DORSCON wurde am 15. Mai 2022 von Orange auf Gelb herabgesetzt, womit der Lockdown in Singapur beendet wurde.
Die Maskenpflicht im Freien wurde ab dem 29. März 2022 schrittweise abgeschafft, die Telearbeitsregelungen wurden am 26. April 2022 abgeschafft. Außerdem wurde am 29. August 2022 das vollständige Maskenmandat für Innenräume aufgehoben, und in der letzten Phase wird DORSCON wieder auf Grün zurückgesetzt, wodurch die Pandemie im Wesentlichen am 13. Februar 2023 beendet wird.

## Reiseeinschränkungen
Reisenden wurde ab 31. Januar 2020 – je nach Herkunftsland – die Einreise oder Durchreise nach Singapur in verschiedenen Phasen untersagt. Seit dem 9. April 2020 müssen Reisende aus allen Ländern auch in Hotels unter Quarantäne gestellt werden. Nach dem Verbot kurzfristiger Ankünfte im März gingen die importierten Fälle dramatisch zurück. Seit Anfang Juli gab es jedoch eine stetige Anzahl importierter Fälle, da die Regierung die Ankunftsanforderungen lockerte. Die meisten importierten Fälle kamen aus Indien und den Philippinen. Die Behörden ergriffen vorsichtige Maßnahmen, als die Wirtschaft im August wieder für regelmäßigere externe Reisende geöffnet wurde. Reisende, die nicht in einer speziellen Einrichtung unter Quarantäne gestellt wurden, mussten während des gesamten Zeitraums von 14 Tagen ein elektronisches Etikett tragen. Singapur hat außerdem eine gegenseitige Green Lane (RGL) und eine regelmäßige Pendelvereinbarung (PCA) mit Malaysia eingeführt, die begrenzte Reisen zwischen den beiden Ländern ermöglichen. Später im Monat wurde bei Ankünften aus bestimmten Ländern die 14-tägige Quarantäne auf 7 Tage reduziert. Personen aus Brunei und Neuseeland, die bei ihrer Ankunft negativ getestet wurden, dürfen ohne Quarantäne einreisen.
Später an diesem Tag, dem 30. September 2020, kündigte die Regierung von Singapur an, dass das Land ab dem 1. Oktober 2020 die Grenzbeschränkungen für einige Besucher aus Australien, mit Ausnahme des Bundesstaates Victoria und Vietnam, aufheben wird, gefolgt von China und dem Bundesstaat Victoria ab dem 1. November 2020. Im Oktober schlug Verkehrsminister Ong Ye Kung vor, dass Singapur versuchen würde, Reiseblasen mit verschiedenen Ländern zu öffnen, beispielsweise mit Ländern mit ähnlichen Risikoprofilen, aber auch mit Ländern mit höherem Risiko.
Angesichts der zweiten Fallwelle werden weiterhin verschärfte Beschränkungen vorgenommen. Angesichts des Anstiegs der Infektionen in Indien kündigte die Regierung von Singapur an, dass alle Reisenden, die in den letzten 14 Tagen in Indien waren, innerhalb von 72 Stunden vor der Abreise nach Singapur ab dem 9. September 2020 einen PCR-Test durchführen müssen. Es wurde angekündigt, dass Reisende aus Sabah, Malaysia, bei ihrer Ankunft in Singapur eine 14-tägige Benachrichtigung über den Aufenthalt zu Hause in speziellen Quarantäneeinrichtungen vorlegen müssen. Diejenigen, die kürzlich nach Indonesien oder auf die Philippinen gereist sind und keine singapurischen Staatsbürger oder ständigen Einwohner sind, müssten einen gültigen negativen SARS-CoV-2-Test vorlegen, um teilnehmen zu können. Darüber hinaus würde die Kündigungsfrist für Reisende aus Hongkong ab dem 12. Oktober 2020 an ihrem Wohnort auf 7 Tage verkürzt.
Da das Virus unter Kontrolle ist, kündigte die britische Regierung an, dass Besucher aus Singapur und Thailand ab dem 19. September nach ihrer Ankunft in England und Schottland zwei Wochen lang keine Selbstisolierung mehr vornehmen müssen, sofern sie nicht dort waren oder in den letzten 14 Tagen durch nicht befreite Länder gereist sind.
Das Verkehrsministerium (MOT) kündigte Pläne zur Einrichtung einer Flugreiseblase zwischen Singapur und Hongkong an, die es den Menschen ermöglichen würde, unter Quarantäne unter den Bedingungen am 15. Oktober 2020 zwischen den Städten zu reisen.  Das Gesundheitsministerium kündigte an, dass Reisende aus Estland, Fidschi, Finnland, Japan, Norwegen, Südkorea, Sri Lanka, Thailand und der Türkei ab dem 4. November ihre Aufenthaltserklärungen bei ihrer Ankunft an ihrem eigenen Wohnort ausstellen dürfen in Singapur in der folgenden Phase. Das Gesundheitsministerium kündigte an, dass die Regierung ab dem 1. Januar 2021 die Kosten für Singapurer und ständige Einwohner, die Singapur zuletzt vor dem 27. März 2020 verlassen haben, nicht mehr bezahlen wird, um in speziellen Einrichtungen für die Benachrichtigung zu Hause zu bleiben.
Geimpfte Reisewege (VTL) wurden ab dem 1. September 2021 nach Andorra und St. Lucia geöffnet, gefolgt vom 19. September 2021 nach Island und Panama. Da sich die Situation in Katar verbessert, könnten auch nach Katar geimpfte Reiserouten geöffnet werden. Die Vaccinated Travel Lane (VTL) wurde schließlich am 1. April 2022 abgeschafft und durch das Vaccinated Travel Framework (VTF) ersetzt. Auch der Air Travel Pass (ATP) wurde abgeschafft.

## Wirtschaftliche Maßnahmen
Angesichts der zunehmenden Auswirkungen von COVID-19 wurde den Analysten klar, dass Singapur mit hohen Staatsausgaben reagieren muss. Bis zum 26. Mai hat Singapur vier Haushalte vorgestellt, die 19,2 % des BIP ausgeben, um sicherzustellen, dass die Auswirkungen auf die Wirtschaft abgeschwächt werden und die Wirtschaft wieder in ihren ursprünglichen Zustand zurückkehrt. Der stellvertretende Premierminister Heng Swee Keat sagte, dass die wirtschaftliche Kontraktion unter wirtschaftlichen Gesichtspunkten die schlimmste seit der Unabhängigkeit Singapurs sein wird. Die Regierung kündigte am 4. Juni an, die Beitragssätze des Central Provident Fund unverändert zu lassen, da sie der Ansicht waren, dass das Beschäftigungsförderungsprogramm dazu beitragen würde, die Belastung der Arbeitgeber zu verringern. Die Konjunkturpakete bestehen aus dem Unity Budget, dem Resilience Budget, dem Solidarity Budget und dem Fortitude Budget. Dazu gehört, dass jeder Singapurer 600 SGD für die Solidaritätszahlung und 300 SGD für zusätzliches Bargeld erhält, zusammen mit einer Passion Card von 100 SGD für alle Singapurer über 50 Jahre, die später in Barzahlung umgewandelt wurde. Darüber hinaus wird die Steuer auf Waren und Dienstleistungen im Jahr 2021 aufgrund der wirtschaftlichen Auswirkungen nicht um 9 % angehoben. Bis 2025 sollte ein Versicherungspaket in Höhe von 6 Mrd. S $ erhoben werden.
Jeder Singapurer, der im Jahr 2020 18 Jahre oder älter sein würde, würde SingapoRediscovers-Gutscheine im Wert von 100 S $ erhalten, die für verschiedene Aktivitäten zur Unterstützung der lokalen Tourismusbranche verwendet werden können. Sie wären zwischen Dezember 2020 und Juni 2021 verwendbar und würden über SingPass bezahlt.

## Rechtliche Auswirkungen
Um die Verbreitung von COVID-19 zu stoppen, wurden das COVID-19-Gesetz 2020 (vorübergehende Maßnahmen) und seine Kontrollverordnung 2020 in Kraft gesetzt. Diese Regeln verboten Versammlungen und führten dazu, dass einige vor Gericht angeklagt, wegen Verstößen gegen diese Gesetze bestraft oder sogar inhaftiert wurden. Einer Reihe von Personen, die einen Arbeitspass hatten, wurde der Pass entzogen und die Arbeit in Singapur wurde dauerhaft verboten. Selbst mit der gelockerten Bewegungskontrollverordnung (CMCO und RMCO) wurden die Menschen immer noch wegen Verstoßes gegen die Regeln angeklagt.

## Ausländische Arbeiterwohnheime
Die Pandemie machte die Medien auf die Lebensbedingungen in ausländischen Arbeiterheimen aufmerksam. Es wurde berichtet, dass Schlafsäle unhygienisch und überfüllt sind, was vorbeugende Maßnahmen wie soziale Distanzierung schwierig macht. Der pensionierte Diplomat Tommy Koh kritisierte die Lebensbedingungen und nannte sie „Dritte Welt“ und „eine Zeitbombe, die darauf wartet, explodiert zu werden“. Amnesty International nannte die Situation ein „Rezept für eine Katastrophe“. Die Arbeitsministerin Josephine Teo versprach, die Lebensbedingungen ausländischer Arbeitnehmer nach der Quarantäne zu verbessern.
Am 9. April teilte MOM in einer Pressemitteilung mit, dass es die Qualität der Mahlzeiten ausländischer Arbeitnehmer während der Quarantäne verbessern werde, und bildete eine Task Force zur Verbesserung der Lebensbedingungen ausländischer Arbeitnehmer. Bis zum 25. April wurden 25 Schlafsäle als Isolationsgebiete ausgewiesen. Einige gesunde Arbeiter werden auch nach und nach in zahlreiche leere Räumlichkeiten wie SAF-Lager, HDB-Blöcke, schwimmende Hotels und das Changi Exhibition Centre verlegt. Am 16. April sagte die Arbeitsministerin Josephine Teo, dass es eine „dreigliedrige Strategie“ geben werde. Eindämmung der Ausbreitung, Auferlegung von Sperren und Trennung von Arbeitnehmern in wesentlichen Diensten.
Der Minister für nationale Entwicklung, Lawrence Wong, sagte, dass sich der Lebensstandard in den Schlafsälen im Laufe der Jahre stetig verbessert habe, und schlug vor, dass das Problem darin bestehe, dass die Schlafsäle für das Zusammenleben konzipiert seien, in dem Wanderarbeiter zusammen aßen, lebten und kochten, und dass die Initiale Vorsichtsmaßnahmen und Schutzmaßnahmen zur Reduzierung einiger nicht wesentlicher Aktivitäten reichten nicht aus. Die Regierung hat versprochen, neue Schlafsäle zu bauen, die im Hinblick auf die öffentliche Gesundheit konzipiert sind und mehr Annehmlichkeiten bieten, während einige Arbeitnehmer vorübergehend in provisorische Schlafsäle verlegt werden, bevor die neuen Schlafsäle fertig sind. Es wird angemerkt, dass eine große Mehrheit der COVID-19-Fälle in Singapur ausländische Arbeitnehmer sind. Am 20. April meldete Singapur einen Höchststand von 1.426 neuen Fällen, von denen nur 16 keine Wanderarbeiter, sondern Bürger oder ständige Einwohner waren. Bis dahin hatten ausländische Arbeitnehmer drei Viertel aller Infektionen in Singapur verursacht. Gegen Ende Juli 2020 gab eine Flut von versuchten und erfolgreichen Selbstmorden unter den ausländischen Arbeitnehmern in Schlafsälen Anlass zur Sorge um das psychische Wohlergehen der Arbeiter, die gesperrt waren. Die Behörden überwachen die Situation und arbeiten mit Partnern und NRO zusammen, um ihre Programme zur Unterstützung der psychischen Gesundheit zu verbessern.

## Panikkauf von Masken
Der Panikkauf und die Preissenkung von persönlicher Schutzausrüstung (PPEs) wie Masken begannen mit dem ersten bestätigten Fall von COVID-19 in Singapur am 23. Januar 2020. Bis zum 24. Januar waren sowohl N95- als auch Operationsmasken in Einzelhandelsgeschäften aufgebraucht. Das Gesundheitsministerium versicherte der Öffentlichkeit, dass im Falle eines Anstiegs der Nachfrage genügend N95- und Operationsmasken vorhanden seien. Dies hat lokale Einzelhändler wie NTUC FairPrice, Watsons und Guardian dazu veranlasst, ursprünglich Grenzwerte festzulegen, die Nachfrage stieg jedoch stark an. Mehrere Unternehmen und Gebiete haben freiwillig Masken obligatorisch gemacht, wobei Masken von der Regierung am 14. April vorgeschrieben wurden. Darüber hinaus wird erwartet, dass das Tragen der Maske bis Juni 2021 anhält.
Der Mangel an Masken und anderen PSA hat dazu geführt, dass viele Einzelhändler durch Preissenkungen und Skalpierung Profit machen. Dies umfasste sowohl lokale stationäre Geschäfte als auch Einzelhändler auf E-Commerce-Plattformen. Die Regierung hat die Plattformen Carousell und Qoo10 für die Drohung, Profiteure zu suspendieren, begrüßt. Der staatliche Preiskontroller hat auch Einzelhändler gewarnt, die sich mit Preissenkungen befassen, und von E-Commerce-Plattformen Informationen über potenzielle Profiteure angefordert.
Der Panikkauf und das Horten von wichtigen Dingen wie Reis, Instantnudeln und Toilettenpapier erfolgte mit der Erhöhung des DORSCON-Niveaus von gelb auf orange am 7. Februar 2020 mit leeren Regalen in Supermärkten innerhalb weniger Stunden. Die lokale Supermarktkette NTUC FairPrice hat die Menge an Grundnahrungsmitteln, die jeder Verbraucher kaufen kann, begrenzt. Diese Grenzwerte wurden ursprünglich für Papierprodukte, Reisprodukte, Instant-Nudelpakete und Gemüse festgelegt. NTUC FairPrice und Dairy Farm Singapore kündigten an, bestimmte Stunden für diejenigen Mitglieder der Community einzuführen, die gefährdeter sind, wie z. B. Mitglieder der Pioneer Generation. Nach der Überprüfung gelten Supermärkte als wesentliche Dienstleistungen, daher müssen keine Artikel gehortet werden. Sie müssen täglich geöffnet werden.
Eine zweite Welle von Panikkäufen und Horten ereignete sich am 17. März, als Malaysia seine Sperrung ab dem 18. März ankündigte, ausgelöst durch die Angst vor Nahrungsmittelknappheit. Die Regierung hat klargestellt, dass der Waren-, Fracht- und Lebensmittelfluss zwischen Singapur und Malaysia fortgesetzt wird, und die Öffentlichkeit aufgefordert, keine Panikkäufe zu tätigen. Sie fügten hinzu, dass Singapur über verschiedene Quellen für wesentliche Güter verfügt und nicht unmittelbar mit einem Mangel an Nahrungsmitteln oder Grundnahrungsmitteln konfrontiert ist. NTUC FairPrice hat seine Liste der Artikel, die pro Verbraucher begrenzt sind, um Eier, Gemüse und Geflügel erweitert. 10 Tage später erweiterte NTUC FairPrice seine Liste um Konserven, Speiseöl und gefrorenes Fleisch mit reduzierten Einkaufsbeschränkungen für Papierprodukte. Um dem massiven Anstieg der Online-Einkaufsbestellungen gerecht zu werden, kündigte RedMart am 2. April an, dass das Wesentliche des täglichen Bedarfs wie Milchpulver, Mehl, Eier und Reis priorisiert und gleichzeitig die Bestellungen auf 35 Artikel beschränkt und das Warensortiment reduziert werden soll, um sich auf das zu konzentrieren das Wesentliche. Es sagte auch, dass es bis zum 4. April keine Bestellungen mehr aufnehmen werde, um zusätzliche Maßnahmen umzusetzen.
Die Käufer standen in Einkaufszentren an, obwohl die Regierung die Menschen aufforderte, zu Hause zu bleiben. Laut CapitaLand war der Fußgängerverkehr in Einkaufszentren im Februar 2020 fast wieder normal, bevor er Ende März bis Anfang April 2020 aufgrund sozialer Distanzierungsbeschränkungen und Maßnahmen für Leistungsschalter reduziert wurde. Die Einzelhandelsumsätze gingen während der COVID-19-Pandemie von März bis Juni zurück und nannten als Grund den Leistungsschalter. Die Zahlen für April und Mai waren die schlechtesten seit Beginn der Aufzeichnungen im Jahr 1986. Die Einzelhandelsumsätze wurden jedoch im Juli, August und September schrittweise wieder aufgenommen, der Prozess wurde jedoch durch öffentliche Orte unterbrochen, die von Fällen in der Gemeinde besucht wurden. Sobald Singapur in Phase 3 übergeht, wird der Fußgängerverkehr wieder vollständig normalisiert. Außerdem wurde der Great Singapore Sale am 3. Mai abgesagt und ab dem 24. August als e-GSS online geschaltet. Damit ist er der erste Online-GSS seit 26 Jahren. Am 30. August 2020 untersucht MOH den Vorfall, nachdem ein Familiencluster von fünf Personen aus zwei Haushalten an Versammlungen teilgenommen hat.

## Liste abgesagter oder verschobener Veranstaltungen
In dieser Liste werden Großveranstaltungen und Messen in Singapur aufgeführt, die aufgrund der COVID-19-Pandemie abgesagt oder verschoben werden mussten. Es handelt sich um die größte Welle von abgesagten Veranstaltungen in der Geschichte Singapurs. Zwischen 2020 und 2022 wurden mehrere Veranstaltungen in virtuelle und hybride Formate umgewandelt.
Aufgrund der Proteste in Hongkong wurden viele der Konferenzen und Ausstellungen nach Singapur verlegt.

### Februar
- Singapore Airshow, Luftfahrtkonferenzen[107]
- Chingay Parade (9. Februar bis 21. März) – alle Veranstaltungen im Kernland wurden abgesagt.
- SUSS Open House 2020 (22. Februar)
- SUTD Open House 2020 (22. Februar) wird zum virtuellen Open House.
- HSBC Women’s World Championship (27. Februar bis 1. März)[108][109]
- NTU Open House, NUS Open House, SMU Open House (29. Februar bis 21. März) – alle wurden zu virtuellen Open Houses umgebaut.

### März
- IT Show 2020 (12. bis 15. März) wurde auf den 7. bis 10. Juni verschoben.[110]
- Food and Beverage Fair (19. bis 22. März) wurde auf den 24. bis 27. September verschoben.[111]
- BuildTech Asia (11. bis 13. März) wurde auf den 10. bis 12. März 2021 verschoben.[112]
- iLight Singapore 2020 (6. bis 29. März), verschoben, aber schließlich am 1. April 2020 abgesagt.[113]

### April
- Mediacorp Star Awards (27. April)[114]

### Mai
- NATAS Travel Fair (1. bis 3. Mai)
- PC Show 2020 (21. bis 24. Mai) wurde auf den 16. bis 19. Juli verschoben.[115]
- CEE Show 2020 (22. bis 25. Mai) wurde auf den 7. bis 10. August verschoben.[116]

### Juni
- Shangri La Dialogue (5. bis 7. Juni)[117]
- IT Show 2020 (7. bis 10. Juni)[118]
- Pink Dot SG im Hong Lim Park (27. Juni)[119]

## TraceTogether Token
Am 7. Juni 2020 kündigte der für die Smart Nation-Initiative zuständige Minister Vivian Balakrishnan an, dass die Regierung ein physisches Gerät namens TraceTogether Token verteilen werde, um die App zu erweitern. Dies war auf die geringe Akzeptanz der App zurückzuführen, die geringer war als die optimale Anzahl von Benutzern, die für ein einwandfreies Funktionieren des Kontaktverfolgungssystems erforderlich waren (75 % der Bevölkerung). Mit der Ausgabe des Geräts wollte die Regierung mindestens 70 % der Bevölkerung entweder mit dem TraceTogether Token oder mit der App erreichen. Bei der Ankündigung des physischen Geräts gab es eine öffentliche Gegenreaktion gegen die Initiative für physische Geräte. Eine Petition wurde gestartet, um gegen die Entwicklung des Geräts wegen Bedenken hinsichtlich möglicher Datenschutzprobleme zu protestieren. Die Singapore People’s Party veröffentlichte auch eine Erklärung zu Datenschutzbedenken und zum möglichen Missbrauch der Daten. Ähnlich wie bei der App verwendet das TraceTogether-Token BlueTooth, um Signale mit anderen TraceTogether-Token oder der mobilen App auszutauschen. Nach dem Verschlüsseln der Daten der Geräte oder Apps in der Nähe speichert das Gerät bis zu 25 Tage lang Informationen vor dem Löschen. Das Gerät ist für diejenigen gedacht, die kein Smartphone haben, das etwa 5 % der Bevölkerung ausmacht. Es ist wasserdicht und hat eine Akkulaufzeit von etwa sechs Monaten. Das Gerät verfügt über keine physischen Tasten und verfügt über eine grün / rote Leuchtanzeige für die Akkulaufzeit und / oder zur Anzeige eines Fehlers. Das Gerät verfügt nicht über GPS-Funktionen und der Zugriff auf die Daten bleibt im öffentlichen Dienst eingeschränkt.
Das physische Gerät wurde ab dem 14. September 2020 zur Abholung bereitgestellt. Bis zum 25. Oktober 2020 wurden mehr als 400.000 physische Geräte gesammelt. Zusammen mit den Download-Nummern der TraceTogether-App war dies mehr als die Hälfte der Bevölkerung Singapurs, die an den Kontaktverfolgungsbemühungen der Regierung teilnahm. Die Sammlung wurde am 28. Oktober 2020 vorübergehend eingestellt und die Richtlinie dahingehend geändert, dass nur die Token vom Community Club des designierten Wahlkreises abgeholt werden. Die Sammlung von Token an den Mobilstationen fand erst ab dem 3. Oktober statt und endete am 28. Oktober.
Die Verwendung der App oder des Tokens wird bis Dezember 2020 für Personen, die an potenziellen Aktivitäten mit hohem Risiko oder Großveranstaltungen teilnehmen, zusammen mit der Verwendung des SafeEntry-Systems obligatorisch. Zu den Orten, an denen TraceTogether obligatorisch sein wird, gehören Kinos, Restaurants, Arbeitsplätze, Schulen und Einkaufszentren. Die Regierung versucht, die Abgabe von Supermärkten, Einkaufszentren und Restaurants sofort am 23. Oktober verbindlich zu machen, hat sich jedoch aufgrund der Aussetzung der Sammlung von TraceTogether-Token verzögert. Der Rest der am 28. Oktober suspendierten Wahlkreise darf erst abgeholt werden, wenn Singapur Ende Dezember in Phase 3 eintritt.
Am 22. April 2021 kündigte der Minister für Gesundheit und Smart Nation und Digital Governance Group (SNDGO) an, dass TraceTogether ab dem 1. Juni für das Einchecken in verschiedene Veranstaltungsorte und Veranstaltungen obligatorisch sein wird. Dies wurde später in einer späteren Ankündigung am 4. Mai auf den 17. Mai 2021 vorgezogen, als Reaktion auf einen jüngsten Anstieg in Gemeinschaftsfällen. Andere Methoden zum Einchecken – das Scannen der SafeEntry-QR-Codes mit einer anderen mobilen QR-App oder die Verwendung der Singpass-App – werden eingestellt, während die Verwendung von Ausweisen nur bis zum 31. Mai 2021 gestattet ist.
Seit dem 26. April 2022 gilt die Nutzung von TraceTogether nicht mehr in allen Settings, sondern wird als „Reservegedächtnis“ für Eventualitäten wie Zugangsbeschränkungen vorgehalten. Die Vertragsarbeit als Botschafter für soziale Distanzierung wurde bereits beendet.

## Impfstrategie
Anfänglich wurden zwei Impfstoffe zugelassen (Tozinameran von Pfizer/BioNTech und MRNA-1273 von Moderna):
1. National Centre for Infectious Diseases
2. Alle Mitarbeiter des Gesundheitswesens, Pflegeheimpersonal und Bewohner, darunter Halimah Yacob, Heng Swee Keat und Lee Hsien Loong, die sie im Singapore General Hospital und in der Outram Policlinic eingeweiht haben. An dieser Impfstrategie sind auch Kabinettsminister beteiligt.[129]
3. Mitarbeiter des Home-Teams (Polizei, Zivilschutz) und Singapore Armed Forces
4. Flughafenpersonal und maritimes Personal
5. Senioren, die in Ang Mo Kio und Tanjong Pagar GRCs leben, Hotelpersonal und Landtransportpersonal
6. Pioneer Generation, die über 70 Jahre alt sind[130]
7. Merdeka Generation, 60–69 Jahre alt[131]
8. Die von 45–59 Jahren
9. Die von 40–45 Jahren
10. Schulkinder[132]
11. Verbleibende Singapurer und ständige Einwohner

## Statistiken
Ab dem 13. Februar 2023 werden Singapurs tägliche Fallmeldungen von COVID-19-Fällen von der WHO und dem MOH eingestellt.
Die Fallzahlen entwickelten sich während der COVID-19-Pandemie in Singapur wie folgt:

Bestätigte Infizierte nach Daten der WHO. Oben kumuliert, unten Tageswerte

Bestätigte Todesfälle nach Daten der WHO. Oben kumuliert, unten Tageswerte